# Charles Forbes

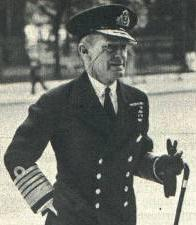
Charles Forbes

Admiral of the Fleet Sir Charles Morton Forbes (Colombo (Ceylon), 22 november 1880 – 28 augustus 1960) was een Britse officier bij de Royal Navy.

## Biografie
Forbes ging in juli 1894 bij de Royal Navy. Na gediend te hebben als adelborst bij de Channel Fleet en op de Grote Oceaan keerde hij naar Groot-Brittannië terug als kanonnenspecialist. Tijdens de Eerste Wereldoorlog diende hij op het slagschip HMS Queen Elizabeth. Hij diende met het schip tijdens de Slag om Gallipoli en in de Dardanellen. In oktober 1915 keerde Forbes terug naar Groot-Brittannië en werd benoemd tot Flag Commander bij admiraal John Jellicoe, opperbevelhebber van de Grand Fleet. Forbes was betrokken bij de Zeeslag bij Jutland vanaf het vlaggenschip van Jellicoe, de HMS Iron Duke. 
Aan het einde van de oorlog had Forbes een aantal posten aan land bekleed, hij diende van oktober 1919 tot maart 1921 als marinelid van het Munitiecomité en van augustus 1921 tot juni 1923 tot plaatsvervangend directeur van de Staff College in Greenwich. Daarna werd hij benoemd tot kapitein van het slagschip HMS Queen Elizabeth. 
In februari 1932 werd Forbes benoemd tot Third Sea Lord en Controller of the Admiralty, een benoeming die hem aan het hoofd plaatste van de materiële kant van de dienst. In april 1934 werd hij benoemd tot plaatsvervangend opperbevelhebber van de Mediterranean Fleet onder admiraal Roger Backhouse benoemd. Op 21 januari 1933 was hij bevorderd tot vice-admiraal en op 13 augustus 1936 tot admiraal. 
Vier jaar later kwam het hoogtepunt van de carrière van Forbes toen hij opperbevelhebber van de Home Fleet werd, een benoeming die hij van april 1938 tot december 1940 bekleedde. Hij werd vervangen als bevelhebber door John Tovey. Op 8 mei 1940 werd hij bevorderd tot Admiral of the Fleet. Daarna voerde hij het bevel over de Portsmouth Navy Base en hielp mee met de voorbereiding van de aanval op Saint-Nazaire (Operatie Chariot) in maart 1942. 
Hij ging in augustus 1943 met pensioen. Charles Forbes stierf op 28 augustus 1960.

## Decoraties
- Lid in de Orde van het Bad
- Ridder Commandeur in de Orde van het Bad
- Ridder Grootkruis in de Orde van het Bad
- Orde van Voorname Dienst